# Karl Emil Hilgard

Karl Emil Hilgard (ca. 1879)

Karl Emil Hilgard (* 21. Februar 1858 in Zürich; † 21. Juni 1938 ebenda) war ein Wasserbauingenieur in der Schweiz und den USA, der sich auch mit Stahlbrückenbau befasste.

## Lebensweg
Karl Emil Hilgard wurde als Sohn des amerikanischen Konsuls Friedrich Hilgard, eines Flüchtlings des Pfälzischen Aufstands 1849, und seiner Frau Louise, geb. von Clais, am 21. Februar 1858 in Zürich geboren.
Hilgard besuchte in seiner Geburtsstadt das Gymnasium und die Industrieschule und studierte von 1875 bis 1879 an der dortigen Bauingenieurschule des Eidgenössischen Polytechnikums, dem Vorläufer der Eidgenössischen Technischen Hochschule (ETH Zürich). Seine erste Stelle fand er 1879 bei Stadtingenieur Arnold Bürkli, bei dem er sich mit der Wasserversorgung befasste. Nach zweijähriger Berufspraxis kehrte er – wohl im Jahr 1881 – als Assistent Carl Culmanns an die ETH zurück; nach dessen Tod im Dezember 1881 wurde er Hilfslehrer sowie Assistent der Professoren Ludwig von Tetmajer und Wilhelm Ritter.
Im Jahr 1883 siedelte Hilgard in die USA über, wo er vor allem im Stahlbrückenbau bei der Northern Pacific Railroad arbeitete, die sein Vetter Henry Villard leitete. Nach zwei Jahren wurde er Chef des technischen Büros der Eisenbahngesellschaft in Saint Paul (Minnesota) und war dort für den Brücken- und Tunnelbau verantwortlich. Hilgard projektierte für die Northern Pacific über 100 kleinere und größere Stahlbrücken. In den folgenden Jahren war Hilgard für verschiedene Ingenieur-Büros im Eisenbahnbau tätig.
Dem Wasserbau widmete Hilgard sich in seiner Zeit in den USA (1883–1897) eher am Rande, und zwar im Zusammenhang mit Hafenbauten, Wasserkraftanlagen und Wasserversorgung. Er hat auch Expertisen zur Wasserkraftnutzung in verschiedenen US-Bundesstaaten verfasst. Er projektierte Wasserversorgungsanlagen für das Ingenieurbüro Bouscaren in Cincinnati (Ohio) und entwarf das Stahlskelett für den ersten Wolkenkratzer dieser Stadt, das 1892 errichtete elfstöckige Neave Building des Architekten Alfred O. Elzner.
Hilgard kehrte 1897 nach Zürich zurück, arbeitete zunächst als Ingenieur für die Eisenbahn-Kommission des Zürcher Ingenieur- und Architektenvereins (ZIA) und wurde im folgenden Jahr zum Adjunkt des Stadtingenieurs von Zürich gewählt. Dort legte Hilgard 1898 eine wegweisende Lösung für die am linken Ufer des Zürcher Sees verlaufende Eisenbahnstrecke vor („Der Umbau der linksufrigen Zürichseebahn“), die später auch ausgeführt wurde – mit einer Untertunnelung der verlegten Sihl.
Im Jahr 1899 wurde Hilgard zum Professor der ETH ernannt. Er trat dort die Nachfolge von Conradin Zschokke auf dem Lehrstuhl für Wasserbau an und hielt Vorlesungen unter anderem über Binnen- und Meerwasserbau, Wasserversorgung und Kanalisation, Fundationen im Trockenen und im Wasser. Schon um die Jahrhundertwende des 19. zum 20. Jahrhundert herum regte er die Errichtung einer Versuchsanstalt für Wasserbau an, die jedoch erst 1939 eingeweiht wurde. Einer von Hilgards Studenten war Othmar Ammann, der als Brückenbau-Ingenieur Bedeutung erlangte.
Offenbar wurde Hilgard an der ETH nicht glücklich. Für den erfahrenen Praktiker erwies sich der Lehrbetrieb als unbefriedigend. In seinem Nachruf heißt es, dass er im Jahr 1906 seine Professur aufgrund von Reibereien niederlegte. In den Personalakten der ETH Zürich steht der knappe Vermerk: Entlassung wegen „scharfer Anstände“. Hilgard eröffnete 1906 in Zürich ein eigenes Ingenieurbüro.
Zu seinen Veröffentlichungen zählen solche über allgemeinen Wasserbau und über Schifffahrtswege, zum Beispiel über „Geschichte und Bau des Panamakanals“. Hilgard gehörte zu den Gründungsmitgliedern des 1910 in Zürich gegründeten Schweizerischen Wasserwirtschaftsverbandes (SWV) und des Schweizerischen Bundes für Naturschutz (heute: Pro Natura). Dem Schweizer Alpen-Club (SAC) hat Hilgard 60 Jahre lang angehört.
Hilgard starb am 21. Juni 1938, mit 80 Jahren, in seiner Geburtsstadt Zürich.
Karl Emil Hilgard ist Initiator des 1939 postum gestifteten Karl Emil Hilgard Award / Hydraulic Prize der American Society of Civil Engineers (ASCE).